# دهستان فتح‌آباد (بافت)
دهستان فتح‌آباد نام دهستانی در بخش مرکزی شهرستان بافت، استان کرمان در ایران است. براساس سرشماری مرکز آمار ایران در سال ۱۳۸۵، جمعیت آن ۳۳۴۳ نفر (۸۳۶ خانوار) بوده‌است.